# Carola Lamberti – Eine vom Zirkus
Carola Lamberti – Eine vom Zirkus ist ein deutscher Zirkusfilm der DEFA von Hans Müller aus dem Jahr 1954.

## Handlung
Das Jahr 1928: Carola Lamberti leitet den Zirkus Lamberti nach dem Tod ihres Mannes bereits viele Jahre allein. In ihrer Truppe sind ihre drei Söhne Pero, Camillo und Eduard sowie die Schwiegertochter Ines (Frau von Camillo) integriert. Die Söhne bilden mit einer Trapeznummer als „Drei Lambertis“ einen der Höhepunkte jeder Aufführung. Der andere ist die Pferdeartistiknummer de Kunstreiterin Viola. Die jedoch fängt sehr zum Missfallen von Carola mit vielen Artisten des Zirkus eine Beziehung an. Als sie sich mit ihrem Sohn Pero einlässt, der daraufhin während eines Umzugs des Zirkus die Pferde im Stich lässt und in Lebensgefahr bringt, ist für Carola das Maß voll. Sie entlässt Viola, und Pero, der sich von seiner Mutter bevormundet fühlt, geht mit ihr. Nun fehlen dem Zirkus die beiden Hauptattraktionen, da die drei Lambertis zu zweit nicht ihren Trapezakt aufführen können. Carola jedoch will nicht wahrhaben, dass auch ein Zirkus Erneuerung braucht.
Bei der Eröffnungsshow in einer neuen Stadt ersetzt sie Violas Nummer durch eine artistische Nummer ihrer Schwiegertochter Ines, die sich jedoch erst kurz zuvor den Knöchel verletzt hat und während der Aufführung stürzt. Carola selbst springt in der Vorstellung für sie ein und präsentiert eine altmodische Pferdedressurnummer, die die Zuschauer zunehmend unruhig werden lässt. Carola wird ausgebuht und nur Pero, den das schlechte Gewissen zurück zum Zirkus geführt hat, kann mit seinen Brüdern und der Trapez-Nummer den Abend retten. Carola erkennt, dass sie den Zirkus ihren Söhnen überlassen muss und zieht sich ins Winterlager des Zirkus abseits der Aufführungen zurück.
Die drei Söhne organisieren nun alles selbst, werden jedoch zunehmend zum Spielball von Viola, die zu Pero und zu Eduard Lamberti heimlich Beziehungen pflegt. Camillo Lamberti wiederum wird von seinen Brüdern unwissend in Violas Pläne einbezogen, so überzeugen ihn beide, dass der Zirkus eine modernere Band brauche. Viola setzt auch durch, dass der Zirkus den Winter über nicht ins Winterlager geht, sondern seine erste Auslandstournee unternimmt – Viola will im Winterlager nicht mit Carola konfrontiert werden. Ines eilt zu ihrer Schwiegermutter, die inzwischen bei einem Freund in Hamburg eine Zirkusshow organisiert, und bittet sie, den Brüdern auf die Auslandstournee zu folgen, da beide keinerlei Erfahrung in Bezug auf Geld und Organisation haben. Carola, aus den Fehlern der Vergangenheit klug geworden, lehnt ab. Ihre Söhne werden sie schon holen, wenn sie sie wirklich brauchen. Jetzt würden sie sich nur wieder bevormundet vorkommen.
Auf der Tournee schließlich kommt es so weit, dass jegliches Futter für die Tiere fehlt. Der Ankauf von Brotrationen für die Tiere kostet die mühsam ersparten Gelder. Pero erwischt Eduard mit Viola und es kommt zum Kampf zwischen beiden Brüdern. Camillo und Ines entlassen Viola. Am Abend der Aufführung wiederum ist Eduard vom Kampf mit Pero so geschwächt, dass er vom Trapez stürzt und ohnmächtig aus der Halle getragen werden muss. Die Brüder bitten ihre Mutter Carola nun, zurück zum Zirkus zu kommen. Von Hamburg aus begibt sie sich zum Zirkus, wo sie schließlich von allen mit offenen Armen empfangen wird.

## Produktion
Carola Lamberti – Eine von Zirkus entstand nach einer Idee von Henny Porten. Er wurde kurz nach den Ereignissen des 17. Juni 1953 gedreht, als einerseits unpolitische Filme entstanden und andererseits noch deutsch-deutsches Kino angestrebt wurde.
Als Atelier diente das Studio Babelsberg. Der Zirkusbau im Film war der des Circus Sarani, der auf dem Gelände der DEFA aufgebaut wurde. Für die Bauten waren Artur Günther und Hans Minzloff zuständig, die Produktionsleitung übernahm Eduard Kubat. Die Premiere des Films fand am 30. November 1954 im Berliner „Babylon“ statt.

## Kritik
Die zeitgenössische Kritik meinte, Carola Lamberti – Eine vom Zirkus sei „weder ein sehr neuer, noch ein sehr bedeutender Stoff, aber die Regie Hans Müllers hat ihn schwungvoll und mit geübter Hand im Stil bewährter Muster zugeschnitten“.
Das Lexikon des Internationalen Films bezeichnete den Film als „Zirkusfilm der DEFA, in dem der genreübliche Generationskonflikt in einer Artistenfamilie auf konventionelle Weise behandelt wird“.